# Lijst van voetbalinterlands Zuid-Korea - Zuid-Vietnam
Deze lijst van voetbalinterlands is een overzicht van alle officiële voetbalwedstrijden tussen de nationale teams van de Zuid-Korea en Zuid-Vietnam. De landen speelden vijftien keer tegen elkaar. De eerste ontmoeting, een wedstrijd tijdens de Azië Cup 1956, werd gespeeld in Hongkong op 15 september 1956. Het laatste duel, een kwalificatiewedstrijd voor de Azië Cup 1976, vond plaats op 19 maart 1975 in Bangkok (Thailand).

## Wedstrijden
| №  | Plaats       | Datum             | Competitie                 | Wedstrijd                 | Uitslag |
| -- | ------------ | ----------------- | -------------------------- | ------------------------- | ------- |
| 1  | Hongkong     | 15 september 1956 | Azië Cup 1956              | Zuid-Korea − Zuid-Vietnam | 5 − 3   |
| 2  | Tokio        | 30 mei 1958       | Aziatische Spelen 1958     | Zuid-Korea − Zuid-Vietnam | 3 − 1   |
| 3  | Kuala Lumpur | 1 september 1959  | Vriendschappelijk          | Zuid-Vietnam − Zuid-Korea | 3 − 2   |
| 4  | Kuala Lumpur | 10 augustus 1960  | Vriendschappelijk          | Zuid-Vietnam − Zuid-Korea | 0 − 0   |
| 5  | Seoel        | 14 oktober 1960   | Azië Cup 1960              | Zuid-Korea − Zuid-Vietnam | 5 − 1   |
| 6  | Kuala Lumpur | 14 september 1962 | Vriendschappelijk          | Zuid-Vietnam − Zuid-Korea | 0 − 3   |
| 7  | Kuala Lumpur | 14 augustus 1963  | Vriendschappelijk          | Zuid-Vietnam − Zuid-Korea | 1 − 3   |
| 8  | Kuala Lumpur | 5 september 1964  | Vriendschappelijk          | Zuid-Vietnam − Zuid-Korea | 1 − 2   |
| 9  | Kuala Lumpur | 21 augustus 1965  | Vriendschappelijk          | Zuid-Vietnam − Zuid-Korea | 0 − 0   |
| 10 | Saigon       | 12 november 1967  | Vriendschappelijk          | Zuid-Vietnam − Zuid-Korea | 0 − 3   |
| 11 | Bangkok      | 26 november 1969  | Vriendschappelijk          | Zuid-Korea − Zuid-Vietnam | 3 − 0   |
| 12 | Kuala Lumpur | 8 augustus 1971   | Vriendschappelijk          | Zuid-Vietnam − Zuid-Korea | 0 − 1   |
| 13 | Bangkok      | 14 november 1971  | Vriendschappelijk          | Zuid-Korea − Zuid-Vietnam | 1 − 1   |
| 14 | Bangkok      | 15 december 1974  | Vriendschappelijk          | Zuid-Korea − Zuid-Vietnam | 2 − 2   |
| 15 | Bangkok      | 19 maart 1975     | Azië Cup 1976 kwalificatie | Zuid-Korea − Zuid-Vietnam | 1 − 0   |

## Samenvatting
| Competitie            | Totaal gespeeld | Winst Zuid-Korea | Gelijk | Winst Zuid-Vietnam | Doelsaldo Zuid-Korea – Zuid-Vietnam |
| --------------------- | --------------- | ---------------- | ------ | ------------------ | ----------------------------------- |
| Azië Cup              | 2               | 2                | 0      | 0                  | 10 − 4                              |
| Azië Cup-kwalificatie | 1               | 1                | 0      | 0                  | 1 − 0                               |
| Aziatische Spelen     | 1               | 1                | 0      | 0                  | 3 − 1                               |
| Vriendschappelijk     | 11              | 6                | 4      | 1                  | 20 − 8                              |
| Totaal                | 15              | 10               | 4      | 1                  | 33 − 13                             |

KFA · A-internationals · Selecties · Bondscoaches · Zuid-Koreaans vrouwenelftal · Olympisch elftal · Zuid-Korea U21 · Zuid-Korea U20 · Zuid-Korea U19 · Zuid-Korea U18 · Zuid-Korea U17
1940 – 1949 ·
1950 – 1959 ·
1960 – 1969 ·
1970 – 1979 ·
1980 – 1989 ·
1990 – 1999 ·
2000 – 2009 ·
2010 – 2019 ·
2020 − 2029
WK 1954 · 
WK 1986 · 
WK 1990 · 
WK 1994 · 
WK 1998 · 
WK 2002 · 
WK 2006 · 
WK 2010 · 
WK 2014 · 
WK 2018
OS 1948 ·
OS 1964 ·
OS 1988 ·
OS 1992 ·
OS 1996 ·
OS 2000 ·
OS 2004 ·
OS 2008 ·
OS 2012 ·
OS 2016 ·
OS 2020
1948 ·
1949 ·
1950 · 
1951 · 1952 · 
1953 · 
1954 · 
1955 · 
1956 · 
1957 · 
1958 · 
1959 ·
1960 · 
1961 · 
1962 · 
1963 · 
1964 · 
1965 · 
1966 · 
1967 · 
1968 · 
1969 ·
1970 · 
1971 · 
1972 · 
1973 · 
1974 · 
1975 · 
1976 · 
1977 · 
1978 · 
1979 ·
1980 · 
1981 · 
1982 · 
1983 · 
1984 · 
1985 · 
1986 · 
1987 · 
1988 · 
1989 ·
1990 ·
1991 · 
1992 · 
1993 · 
1994 · 
1995 · 
1996 · 
1997 · 
1998 · 
1999 · 
2000 · 
2001 · 
2002 · 
2003 · 
2004 · 
2005 · 
2006 · 
2007 · 
2008 · 
2009 · 
2010 · 
2011 ·
2012 ·
2013 ·
2014 ·
2015 ·
2016 ·
2017 ·
2018 ·
2019 ·
2020 ·
2021 ·
2022 ·
2023 ·
2024
Afghanistan ·
Algerije ·
Angola ·
Argentinië ·
Australië ·
Bahrein ·
Bangladesh ·
België ·
Bolivia ·
Bosnië en Herzegovina ·
Brazilië ·
Brunei ·
Bulgarije ·
Burkina Faso ·
Cambodja ·
Canada ·
Chili ·
China ·
Colombia ·
Costa Rica ·
Cuba ·
Denemarken ·
Duitsland ·
Ecuador ·
Egypte ·
El Salvador ·
Engeland ·
Filipijnen ·
Finland ·
Frankrijk ·
Georgië ·
Ghana ·
Griekenland ·
Guam ·
Guatemala ·
Haïti ·
Honduras ·
Hongarije ·
Hongkong ·
IJsland ·
India ·
Indonesië ·
Irak ·
Iran ·
Israël ·
Italië ·
Ivoorkust ·
Jamaica ·
Japan ·
Jemen ·
Joegoslavië ·
Jordanië ·
Kameroen ·
Kazachstan ·
Kenia ·
Kirgizië ·
Koeweit ·
Kroatië ·
Laos ·
Letland ·
Libanon ·
Libië ·
Luxemburg ·
Macau ·
Malediven ·
Maleisië ·
Mali ·
Malta ·
Marokko ·
Mexico ·
Moldavië ·
Mongolië ·
Myanmar ·
Nederland ·
Nepal ·
Nieuw-Zeeland ·
Nigeria ·
Noord-Ierland ·
Noord-Korea ·
Noord-Macedonië ·
Noorwegen ·
Oekraïne ·
Oezbekistan ·
Oman ·
Pakistan ·
Palestina ·
Panama ·
Paraguay ·
Peru ·
Polen ·
Portugal ·
Qatar ·
Roemenië ·
Rusland ·
Saoedi-Arabië ·
Schotland ·
Senegal ·
Servië ·
Servië en Montenegro ·
Singapore ·
Slowakije ·
Soedan ·
Spanje ·
Sri Lanka ·
Syrië ·
Tadzjikistan ·
Taiwan ·
Thailand ·
Togo ·
Trinidad en Tobago ·
Tsjechië ·
Tunesië ·
Turkije ·
Turkmenistan ·
Uruguay ·
Venezuela ·
Verenigde Arabische Emiraten ·
Verenigde Staten ·
Vietnam ·
Wales ·
Wit-Rusland ·
Zambia ·
Zuid-Jemen ·
Zuid-Vietnam ·
Zweden ·
Zwitserland
Algerije (2014) · 
Australië (2015, 2) ·
België (2014) · 
Duitsland (2018) · 
Frankrijk (2006) · 
Griekenland (2010) ·
Mexico (2018) ·
Nigeria (2010) · 
Portugal (2022) · 
Rusland (2014) · 
Togo (2006) · 
Zweden (2018) ·
Zwitserland (2006)
VFA
1949 – 1959 · 
1960 – 1969 · 
1970 – 1975
Azië Cup 1956 · 
Azië Cup 1960
Australië ·
Bangladesh ·
Cambodja ·
Filipijnen ·
Hongkong ·
India ·
Indonesië ·
Israël ·
Japan ·
Koeweit ·
Laos ·
Maleisië ·
Myanmar ·
Nieuw-Zeeland ·
Pakistan ·
Singapore ·
Taiwan ·
Thailand ·
Zuid-Korea